# Rosa maximowicziana
Espèce
Rosa maximowicziana est une espèce de plantes à fleurs de la famille des Rosaceae. C'est un rosier classé dans la section des Cinnamomeae, originaire du nord-est de l'Asie. Elle est nommée en l'honneur de Carl Maximowicz, académicien et naturaliste russe.

## Description[1]
C'est un buisson de moins de 2 mètres de haut, à fines tiges aux aiguillons clairsemés qui ressemble à Rosa fedtschenkoana.
Les fleurs de 3 à 5 cm de diamètre sont simples, blanches, en petits bouquets.
Elles fleurissent fin juin, puis laissent la place à des fruits rouge foncé.

## Distribution
On rencontre cette espèce dans les clairières, les prés, les berges, les rivages du sud du kraï du Primorié, en Corée, dans les provinces chinoises de Liaoning et de Shandong.
Elle a tendance à se disséminer le long des voies de chemin de fer.